# Nébuleuse de Westbrook
La nébuleuse de Westbrook (CRL 618) est une protonébuleuse planétaire asphérique. Elle est formée par une étoile qui a dépassé le stade de géante rouge et dont la fusion nucléaire dans le noyau a cessé. L'étoile se trouve toujours au centre de la nébuleuse et elle continue d'y éjecter des gaz et des poussières qui peuvent atteindre une vitesse de 200 kilomètres par seconde.
Elle a été nommée en l'honneur de William E. Westbrook, qui travaillait sur la nébuleuse dans le cadre de son doctorat et est décédé en juin 1975 à l'âge de 26 ans.
Cette nébuleuse a commencé à se former il y a environ 200 ans et est principalement constituée de gaz moléculaire. La partie extérieure de la nébuleuse est le résultat d'interactions entre une éjection bipolaire de vitesse élevée et le gaz qui fut éjecté lorsque l'étoile était dans la phase dite de la branche asymptotique des géantes. Ses deux lobes sont inclinés de 24° par rapport à la ligne de visée. Le rayonnement de la nébuleuse provient de lumière diffusée de l'étoile centrale, de lumière émise par une région HII compacte entourant l'étoile ainsi que de l'énergie des gaz excités par les chocs à l'intérieur des lobes.
L'étoile au centre de la nébuleuse est considérée comme étant de type spectral B0 et possède une luminosité 12 200 fois plus importante que le Soleil.